# Nierenstein-reactie
De Nierenstein-reactie is een organische reactie waarbij een acylchloride met diazomethaan wordt omgezet tot een gehalogeneerd keton. Het is een insertiereactie, waarbij een methyleengroep vlak naast de carbonylgroep wordt geïntroduceerd.
De reactie werd vernoemd naar de Duitse biochemicus Maximilian Nierenstein.

## Reactiemechanisme
De reactie start met de nucleofiele additie van diazomethaan aan de carbonylgroep, waardoor een tetraëdrisch intermediair ontstaat. Na uitstoting van een chloride, als gevolg van hervorming van de carbonylgroep, treedt dit chloride zelf als nucleofiel op en stoot op de alfa-positie stikstofgas uit.